# Kuncevo
Il quartiere Kuncevo (in russo Район Кунцево?, Rajon Kuncevo) è un quartiere di Mosca sito nel Distretto Occidentale.
Prende il nome dalla città omonima che è stata inclusa nel territorio di Mosca nel 1960. La prima menzione scritta dell'esistenza di un abitato nell'area risale al 1454, dove nel testamento del governatore di Rostov Pëtr Konstantinovič viene citato l'abitato di Ipskuju. In seguito l'area è proprietà delle famiglie Mstislavkij, Miloslavskij e Naryškin che vi costruiscono un palazzo, una chiesa e un parco. Nel 1865 la proprietà viene venduta a Koz'ma Terent'evič Soldatenkov, che la mantiene fino al 1917.
Già sede di villaggi operai tra gli anni 1940 e 1950, dopo l'inclusione nella città l'area viene massicciamente urbanizzata. Con la riforma amministrativa del 1991 viene scorporata negli attuali quartieri di Kuncevo, Fili-Davydkovo, Filëvskij Park e Možajskij. È in quest'ultimo quartiere che si trovava il centro dell'antica Kuntsevo e in cui si conservano ancora alcune delle vecchie case in legno.